# Larry Evans
Larry Melvyn Evans (ur. 22 marca 1932 w Nowym Jorku, zm. 15 listopada 2010 w Reno) – amerykański szachista, dziennikarz i autor książek o tematyce szachowej, arcymistrz od 1957 roku.

## Kariera szachowa
Pierwszy sukces odniósł w 1949, dzieląc I m. (wspólnie z Arthurem Bisguierem) w mistrzostwach Stanów Zjednoczonych juniorów. W niedługim czasie awansował do ścisłej czołówki amerykańskich szachistów, do której należał do końca lat 70. W 1950 zadebiutował w narodowej drużynie na szachowej olimpiadzie w Dubrowniku, zdobywając złoty medal za indywidualny wynik na VI szachownicy. W turniejach olimpijskich startował jeszcze siedmiokrotnie (w latach 1952–1976), zdobywając kolejne 4 medale: drużynowo złoty (1976) i srebrny (1966) oraz indywidualnie srebrny (1958, na IV szachownicy) i brązowy (1976, na III szachownicy). Wielokrotnie startował w finałach indywidualnych mistrzostwach USA, czterokrotnie zdobywając złote medale (w latach 1951, 1962, 1968 i 1980, wspólnie z Walterem Browne i Larrym Christiansenem). W 1964 jedyny raz w swojej karierze wystąpił w turnieju międzystrefowym (eliminacji mistrzostw świata), zajmując w Amsterdamie XIV m. (w stawce 24 zawodników). 
Najwyższy ranking w karierze osiągnął 1 stycznia 1977, z wynikiem 2555 punktów dzielił wówczas 30-35. miejsce na światowej liście FIDE, jednocześnie zajmując 2. miejsce (za Robertem Byrne'em) wśród amerykańskich szachistów.

## Wybrane sukcesy w turniejach
- 1949/50 – Hastings (IV m. za Laszlo Szabo, Nicolasem Rossolimo i Maxem Euwe),
- 1954 – Hollywood (II m.),
- 1956 i 1966 – dwukrotnie I m. w otwartych mistrzostwach Kanady,
- 1964 – Hawana (memoriał Jose Raula Capablanki, IV m. za Wolfgangiem Uhlmannem, Wasilijem Smysłowem i Markiem Tajmanowem),
- 1967 – Wenecja (II-III m. za Janem Heinem Donnerem, wspólnie z Tigranem Petrosjanem),
- 1971 – Lone Pine (I m.),
- 1975 – Lone Pine (II m. za Władimirem Liberzonem),
- 1975 – Algarve (I-II m.).

## Publikacje
- Modern Chess Openings (1965)
- New Ideas in Chess (1967) ISBN 0-486-28305-4
- Modern Chess Brilliancies (1970) ISBN 0-671-22420-4
- Evans on Chess (1974)
- What's the Best Move? (1995) ISBN 0-671-51159-9
- The 10 Most Common Chess Mistakes (1998) ISBN 1-58042-009-5
- How Good Is Your Chess? (2004) ISBN 1-58042-126-1
- This Crazy World of Chess (2007)